# 图拉托里大屠杀
圖拉托里大屠殺，是發生在2017年8月緬甸若開邦靠近孟加拉國邊界的集體屠殺，當時緬甸國防軍正與羅興亞族武裝分子戰鬥。 據目擊者稱，據稱緬甸士兵在當地若開人居民的支持下進行了大屠殺。目擊者稱，至少有200名婦女和300名兒童被殺; 但是，這尚未得到核實也沒有官方估計數字。
國際特赦組織在大屠殺之前和之後收集的衛星圖像顯示，圖拉托利村的羅興亞社區完全被毀，而若開族社區仍然完好無損。

## 背景
羅興亞人是緬甸的少數民族，主要居住在若開邦北部阿拉干地區，被描述為世界上受迫害最嚴重的少數民族之一。在現代，緬甸政府對羅興亞人的迫害可以追溯到20世紀70年代。從那以後，羅興亞人經常成為政府和民族主義佛教徒迫害的目標。緬甸過去的軍政府經常利用該國各宗教團體之間的緊張關係。根據大赦國際的說法，羅興亞人自1978年以來一直遭受軍事獨裁統治下的人權侵犯，許多人因此逃往鄰國孟加拉國。2005年，聯合國難民事務高級專員協助從孟加拉國遣返羅興亞人，但關於難民營中侵犯人權的指控威脅到了這一努力。 2015年，在2012年若開邦騷動後，仍有140,000名羅興亞人留在孟加拉國境內營地。
2016年10月9日，武裝組織若開羅興亞救世军第一次在孟加拉國-緬甸邊境發起大規模襲擊緬甸邊境哨所行動，2017年8月25日發生第二次大規模襲擊，導致政府發起新的“掃蕩行動”，其中一項是在圖拉托爾村進行。

## 序幕
據目擊者稱，一群約90名緬甸陸軍士兵在大屠殺前三天抵達圖拉托里，並命令村民前往該定居點以東的一個地區，由於該地區的土地貧瘠，當地人稱之為“沙子”。士兵指揮官命令村民不要逃離並繼續耕種和捕魚，並警告他們“如果你們逃跑，我們會射擊[你們]。” 逃離大屠殺的羅興亞村民聲稱，在通報期間，士兵和若開族的合作者前往羅興亞人居住的所有小屋，掠奪貴重物品並隨意拘留人員。
大屠殺的前一天，來自河對岸一個名叫Dual Toli的村莊的居民游過來逃避襲擊他們村莊的士兵。據目擊者稱，逃離襲擊事件中的10人淹死在河中。由於圖拉托利的居民無助地看著，圖托利被夷為平地並被燒毀。

## 大屠殺
2017年8月30日上午，緬甸軍隊與當地合作者包圍了圖拉托利，並封鎖了所有出口點。該村的若開族主席向羅興亞村民保證，士兵們不會傷害他們但他們的房屋會被燒毀。然後他告訴村民們聚集在一個安全的地方。到了早上結束時，村里羅興亞人的小屋全部燒毀了。國際特赦組織提供的衛星圖像顯示村里的所有羅興亞小屋被燒毀，而若開族的小屋保持完好。
[婦女和兒童首先與男子分開，並被告知坐在河邊。躲在河裡的婦女被命令出來沿著河岸坐下。過了一會兒，她們都被命令站起來，然後再坐下來。最後他們被命令站起來，士兵們對女人們大喊大叫。當他們開始逃跑時，士兵向他們開槍。一些婦女試圖通過游過河而逃離子彈，只是淹死在河流中。
據倖存者說，這些人沿著河岸排成一排，用自動步槍射擊，斬首，燒死，被火箭發射器擊打或炸毀。士兵們暫停了一會兒，然後大聲喊叫，讓任何倖存者站起來，然後再次發射他們的步槍以確保受害者的死亡。屍體被軍隊埋在河岸邊的亂葬坑里燒毀以避免留下大屠殺的證據。

## 事後
大屠殺之後，一群約30名婦女倖免於難。她們聲稱軍隊要求他們再次沿著河流等待，其中五名婦女被帶到附近的小屋並被士兵強姦。在對她們進行強姦之後，據稱這些士兵搶走了他們的珠寶，毆打他們並將她們的小屋燒燬。根據大屠殺的倖存者，一群兒童設法逃離大屠殺並在附近的稻田中避難，但後來被軍方抓住殺死。 然後他們的屍體被扔進了河裡。